# El castillo de Otranto
El castillo de Otranto (The Castle of Otranto, en inglés) es una novela escrita por Horace Walpole en 1764. Es considerado el texto inaugural de la literatura de terror gótico. En la segunda edición, Walpole aplicó la palabra «gótico» a la novela en el subtítulo Una historia gótica. Ambientada en un castillo encantado, la novela fusionaba el medievalismo y el terror en un estilo que ha perdurado desde entonces. La estética del libro ha dado forma a los libros, las películas, el arte, la música y la subcultura gótica de la actualidad.
Walpole se inspiró para escribir la historia después de una pesadilla que tuvo en su casa de estilo neogótico, Strawberry Hill House, en Twickenham, al suroeste de Londres. Afirmando que vio un fantasma en la pesadilla, que presentaba una "mano gigantesca con armadura", Walpole incorporó imágenes de esto a la novela y también se basó en su conocimiento de la historia medieval.
La novela inició un género literario que se volvería extremadamente popular a finales del siglo XVIII y principios del siglo XIX, con autores como Clara Reeve, Ann Radcliffe, William Thomas Beckford, Matthew Lewis, Mary Shelley, Bram Stoker, Edgar Allan Poe, Robert Louis Stevenson y George du Maurier.

## Historia

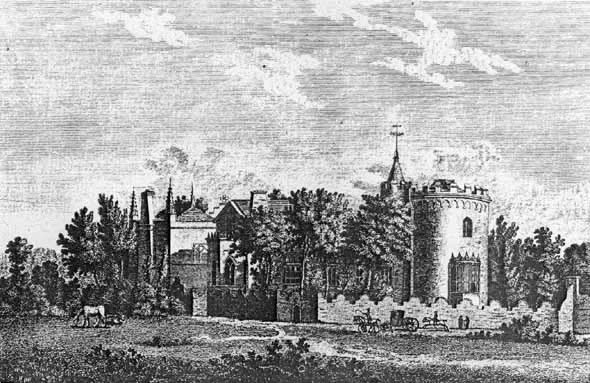
La novela fue inspirada por una pesadilla que Walpole tuvo en Strawberry Hill House (grabado del siglo XVIII de la villa neogótica).

El castillo de Otranto fue escrita en 1764 durante el periodo de Horace Walpole como miembro del Parlamento en representación del distrito electoral de King’s Lynn, Norfolk. Walpole tenía una fascinación por la historia medieval, y en 1749 construyó un castillo gótico falso, Strawberry Hill House.
El título completo de la primera edición de 1764 es: The Castle of Otranto, A Story. Translated by William Marshal, Gent. From the Original Italian of Onuphrio Muralto, Canon of the Church of St. Nicholas at Otranto (El castillo de Otranto, una historia. Traducido por William Marshal, gentilhombre, del original en italiano de Onuphrio Muralto, Canon de la Iglesia de San Nicolás en Otranto). Esta primera edición pretendía ser una traducción basada en un manuscrito impreso en Nápoles en 1529 y recientemente redescubierto en la biblioteca de "una antigua familia católica en el norte de Inglaterra". Empleaba un estilo de escritura arcaico para reforzar aún más este punto.
Se afirmaba que la historia del manuscrito italiano derivaba de una historia aún más antigua, que se remontaba quizás a las Cruzadas. Este manuscrito italiano, junto con el supuesto autor «Onuphrio Muralto», eran creaciones ficticias de Walpole y «William Marshal», el supuesto traductor, era su seudónimo.
En la segunda edición y posteriores, Walpole reconoció la autoría de la obra y escribió: "El favor con el que el público ha recibido esta pequeña obra exige que el autor explique sus motivos [por los que la compuso]" como "un intento de mezclar dos tipos de relato: el antiguo y el moderno. En el primero, todo era imaginación e inverosimilitud; en el segundo, se ha pretendido siempre , y a veces se ha conseguido, copiar con éxito a la naturaleza". En ese momento hubo cierto debate sobre la función de la literatura; es decir, si las obras de ficción debían ser representativas de la vida (naturales) o más puramente imaginativas (románticas). La primera edición fue bien recibida por algunos críticos que entendieron la novela como perteneciente a la ficción medieval, situada "entre 1095, época de la Primera Cruzada, y 1243, la fecha de la última", como se lee en el primer prefacio, y algunos se refirieron a Walpole como un "traductor ingenioso". Sin embargo, tras la admisión de la autoría por parte de Walpole, muchos críticos se mostraron reacios a prodigar muchos elogios a la obra y la descartaron como ficción absurda, esponjosa y romántica, o incluso desagradable o inmoral.
En su edición de 1924 de El castillo de Otranto, Montague Summers demostró que la historia de la vida de Manfredo de Sicilia inspiró algunos detalles de la trama. El verdadero castillo medieval de Otranto era una de las posesiones de Manfredo.

## Trama

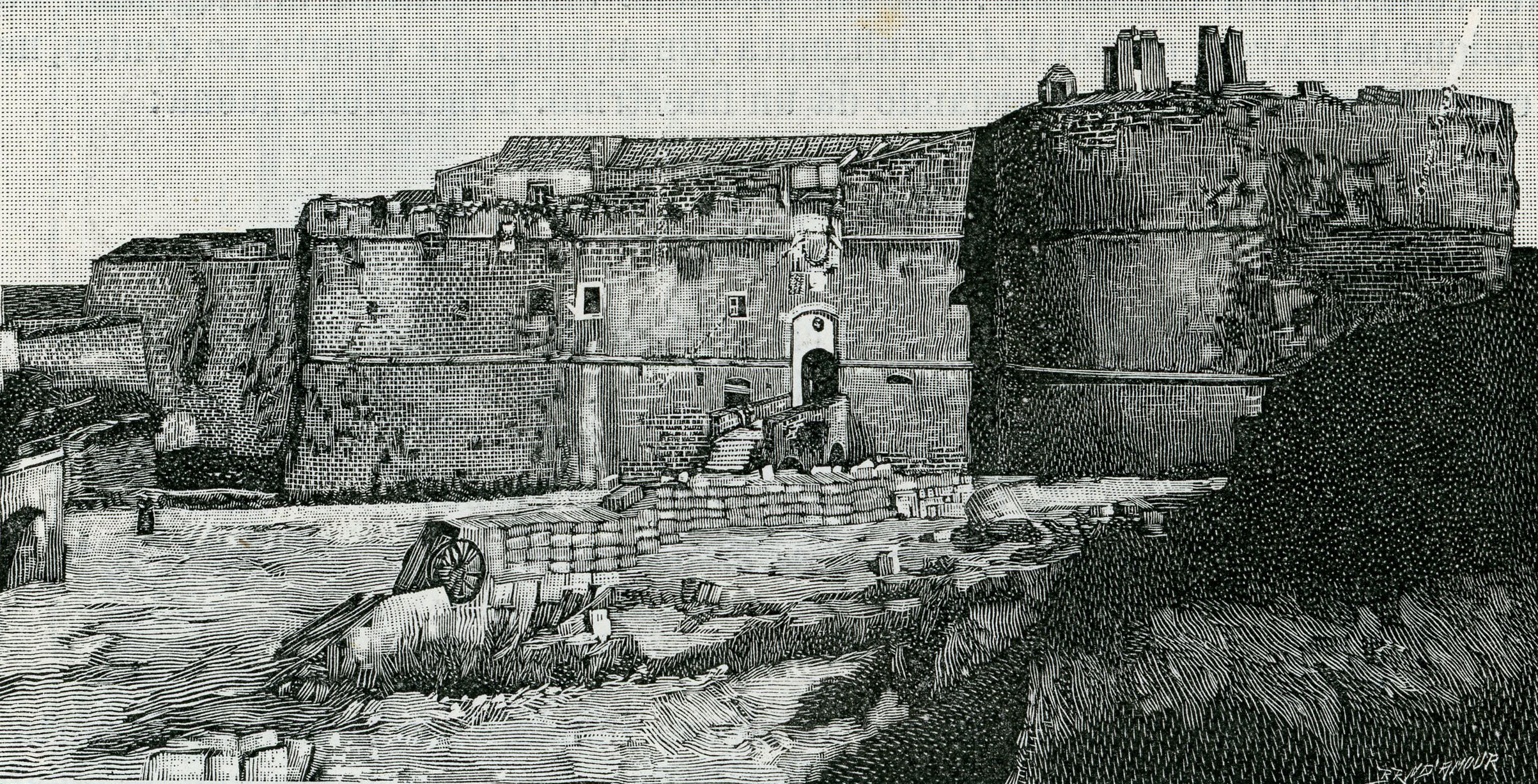
Vista del castillo de Otranto en 1899. Obra de Richard Brend'amour.

El Castillo de Otranto cuenta la historia de Manfredo y su familia. Manfredo, el príncipe de Otranto, desea asegurar el castillo para sus descendientes ante una misteriosa maldición. La novela está dividida en cinco capítulos.

### Capítulo 1
Manfredo tiene dos hijos: Matilda, de 18 años, y Conrado, de 15 años y su predilecto. El libro comienza el día en que debe celebrarse la boda arreglada entre el enfermizo Conrado e Isabella, hija del marqués de Vicenza. Sin embargo, poco antes de la boda, Conrado muere aplastado por un yelmo gigantesco que le cae desde arriba. Este inexplicable acontecimiento resulta particularmente siniestro a la luz de una antigua profecía, según la cual "el castillo y señorío de Otranto dejarían de pertenecer a la actual familia, cuando el verdadero propietario creciera tanto que no pudiera habitarlo". Manfredo, aterrorizado de que la muerte de Conrado marque el principio del fin de su linaje, decide evitar la destrucción casándose él mismo con Isabella, divorciándose de su actual esposa, Hipólita, quien Manfredo cree que no le ha dado un heredero adecuado debido a la enfermiza condición de Conrado antes de su prematura muerte.
Sin embargo, cuando Manfredo le hace la propuesta a Isabella, ella huye. Manfredo la persigue, pero es detenido por el fantasma de uno de sus antepasados. Isabela consigue escapar por un pasaje subterráneo gracias a la ayuda de Teodoro, un campesino que había identificado correctamente que el yelmo gigante que había matado a Conrado era idéntico al que lleva la estatua de Alfonso el Bueno, un anterior príncipe del señorío de Otranto. Teodoro es descubierto por Manfredo y hecho prisionero. Los sirvientes también le dicen que vieron los brazos y piernas de un gigante en el pasillo.

### Capítulo 2
A la mañana siguiente, el padre Jerónimo le informa a Manfredo que Isabella fue encontrada en la iglesia del convento. Manfredo acusa a Teodoro de tener una responsabilidad mágica por haber convocado el yelmo que mató a Conrado y ordena la muerte de Teodoro. El campesino quiere confesarse antes de morir y el padre Jerónimo toma su confesión. Cuando Teodoro se quita la camisa para ser ejecutado, Jerónimo reconoce una marca debajo de su hombro e identifica a Teodoro como su propio hijo y, por lo tanto, de noble cuna (ya que anteriormente Jerónimo había sido el conde de Falconara, en Sicilia). Jerónimo ruega por la vida de su hijo, pero Manfredo le dice que Jerónimo debe entregar a la princesa o la vida de su hijo. Son interrumpidos entonces por un sonido de trompetas y la entrada de caballeros de otro reino.

### Capítulo 3
Los caballeros quieren entregar Isabella a Federico, su padre, junto con el señorío, ya que Federico tiene más derechos sobre él por estar emparentado con Alfonso el Bueno, quien falleció sin hijos (otra razón por la que Manfredo desea casarse con Isabella). La esposa de Federico murió al dar a luz a Isabella. Federico, afectado, partió a Tierra Santa a luchar en las Cruzadas. Con el rumor de que Federico había muerto en batalla, Manfredo sobornó a los guardianes de Isabella para que la entregaran como prometida a Conrado. Isabella escapa del convento, lo que lleva a los caballeros y a Manfredo en una carrera para encontrarla.
Matilda aprovecha para liberar a Teodoro, que había sido encerrado en una torre por Manfredo. Lo lleva al arsenal del castillo, le entrega a Teodoro una armadura y una espada, y le muestra la salida. En el bosque se encuentra con Isabella, la esconde en una cueva donde bloquea la entrada para protegerla de Manfredo y termina luchando contra uno de los misteriosos caballeros. Teodoro hiere de gravedad al caballero, que resulta ser Federico. 

### Capítulo 4
El grupo lleva a Federico de vuelta al castillo y éste cuenta la siguiente historia: hecho prisionero por los infieles, había soñado que su hija estaba detenida en un castillo donde acechaban las desgracias más terribles y que, si lograba liberarse y dirigirse a un bosque cercano a Joppa, obtendría allí más información. Después de que se le pagara a los sarracenos por su rescate, Federico llegó a una ermita donde encontró a un ermitaño agonizante. El ermitaño le solicita a Federico que, después de fallecer y ser sepultado, cave en un lugar específico. Al realizar esto encuentra una enorme espada con una inscripción que auguraba un peligro para su hija.

De peligros está la doncella rodeada

donde encuentres un yelmo para esta gran espada;

por la sangre de Alfonso será tu hija salvada

y la sombra del príncipe para siempre aliviada.

Manfredo se asombra con el parecido de Teodoro con Alfonso. Después Teodoro, a solicitud de Manfredo, cuenta su historia: a los cinco años fue secuestrado y esclavizado con su madre por corsarios argelinos en la costa de Sicilia. Un año después su madre falleció, no sin antes revelarle que era hijo de Jerónimo. Dos años antes de la muerte de Conrado, Teodoro fue rescatado por un navío cristiano y llevado de vuelta a Sicilia para buscar a su padre. Sin embargo, descubrió que Jerónimo había renunciado como conde de Falconara y retirado a un monasterio en el reino de Nápoles. Desde entonces Teodoro había viajado y labrado el campo en búsqueda de su padre.
Durante la estancia en el castillo para aclarar las cosas, Federico se enamora de Matilda. Manfredo propone darle la mano de Matilda a Federico a cambio de la de Isabella y el marqués, fascinado por Matilda, accede.

### Capítulo 5
La mano de un gigante se vuelve a ver en el pasillo. Posteriormente, Federico cambia de opinión respecto a casarse con Matilda debido a la aparición de un espectro, que no es otro sino el ermitaño que había sepultado en Joppa.
Manfredo, sospechando que Isabella se encontrará con Teodoro en un encuentro amoroso en la iglesia, se lleva consigo un cuchillo mientras se dirige al lugar. Al ver a Teodoro con una mujer y, creyendo que es Isabela, la apuñala por haberlo rechazado, hiriendo de muerte, en cambio, a Matilda. Tras la muerte de Matilda y con un Manfredo arrepentido de sus actos, un rugido hace que el castillo se derrumbe y la figura de Alfonso aparece en el centro de las ruinas y declara cumplida la profecía: "Contemplad en Teodoro al auténtico heredero de Alfonso", dice la aparición antes de ascender al cielo, donde las nubes revelan la figura de San Nicolás de Bari. Manfredo, consternado, revela cómo su abuelo usurpó el señorío de Otranto y Jerónimo cuenta la historia de los antepasados de Teodoro, revelando así que Teodoro es el verdadero príncipe de Otranto.
Manfredo abdica del principado y se retira a la vida religiosa junto con Hipólita. Teodoro se convierte en príncipe de los restos del castillo y se casa con Isabella, pues ella es la única que realmente puede comprender su dolor de haber perdido a Matilda.

## Ambientación
La historia está ambientada en Italia durante la Alta Edad Media (que la novela inaugural del género de «terror gótico» no transcurra durante la época gótica parece sugerir que quizá «gótico» no sea el término más adecuado para referirse al terror romántico).
Situar la trama en la Italia medieval y citar una fuente ajena al autor, realmente ficticia, para avalar la veracidad del relato parecen ser puntos recurrentes en los textos de Walpole. Así lo hace también en piezas como el relato corto Maddalena or The Fate of the Florentines. No se presta atención por los detalles, todo es acción, envuelta en el misterio. Esta novela será recuperada por el surrealismo.
Esto sucede en el castillo, cuyo dueño se cree que fue asesinado en las cruzadas, y usurpó su lugar Manfredo, pero el Castillo tiene una maldición. El hijo de Manfredo se casa con una muchacha, pero luego muere y a partir de ahí, la trama se va complicando. En contraposición con la novela histórica que luego se popularizaría a través de autores como Walter Scott, los sucesos no sirven como excusa para exponer un periodo histórico, sino que es este el que se subyuga a los acontecimientos creando una atmósfera adecuada.

## Personajes

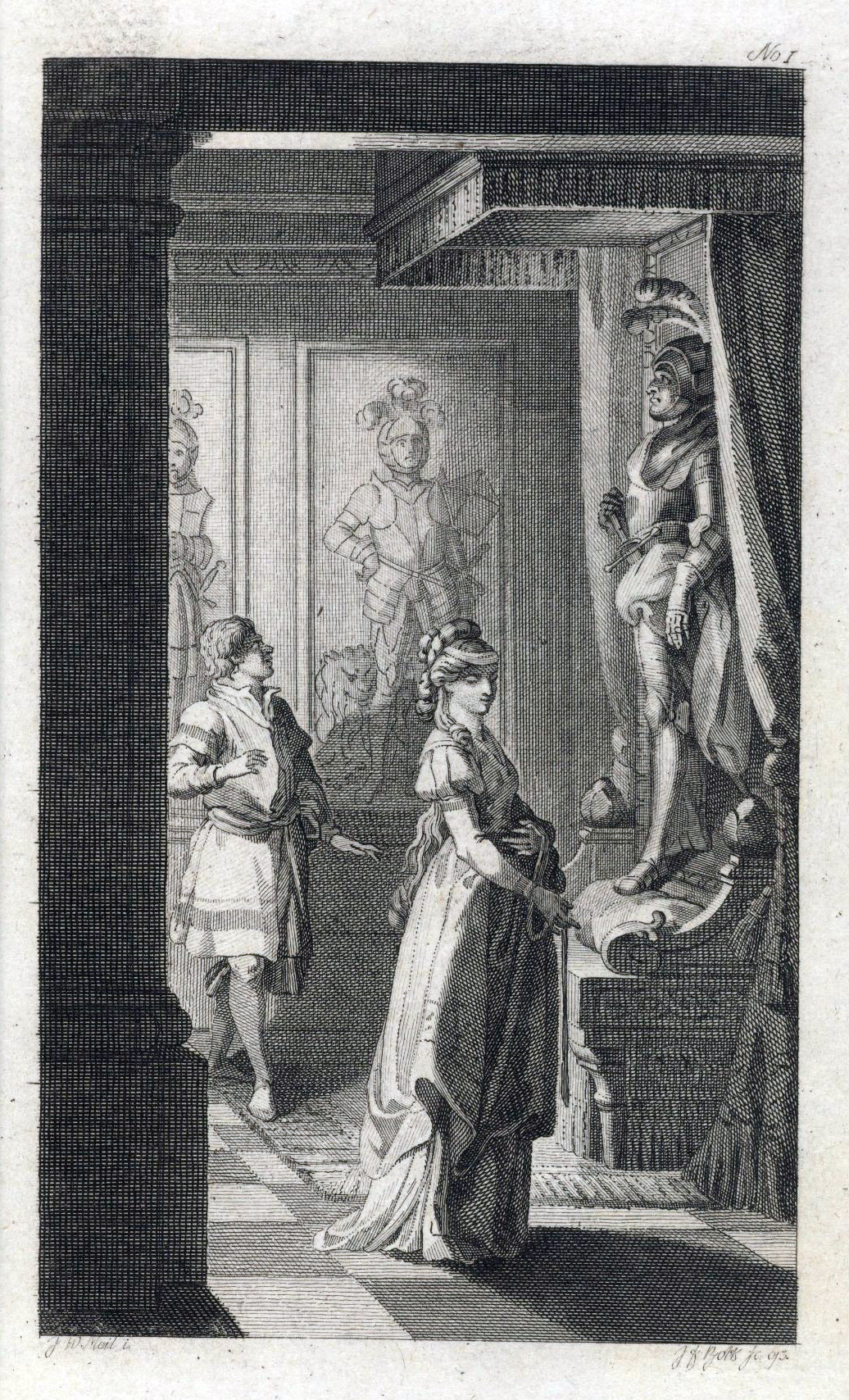
Ilustración de una edición alemana de 1794. Ilustración del artista alemán Johann Wilhelm Meil (1733-1805) y grabado del dibujante alemán Johann Friedrich Bolt (1769-1836). Biblioteca Houghton, Universidad de Harvard.

### Principales
- Manfredo: el señor del castillo de Otranto. Es el padre de Conrado y Matilda, y el marido de Hipólita. Después de que su hijo muere al caer el yelmo, se obsesiona con la idea de poner fin a su matrimonio con Hipólita en busca de Isabella, mucho más joven, que se suponía que se casaría con su hijo. Manfredo es el principal antagonista de la novela; él es el gobernante dictatorial y padre, e impulsa la trama en una descripción de la crueldad trastornada que sufren sus hijos.
- Hipólita: la esposa de Manfredo y madre de Conrado y Matilda. Después de haber perdido a su hijo, solo le queda Matilda para combatir la mentalidad tiránica que muestra su marido. Manfredo tiene la intención de divorciarse de ella debido a su esterilidad y alegando que su matrimonio es falso porque en realidad están relacionados. Ante la amenaza del divorcio, Hipólita se muestra triste pero sumisa a la voluntad de su marido. Actúa como una especie de facilitadora para su marido, dejando de lado su moral y su felicidad para que su marido pueda conseguir lo que quiere.
- Conrado: el hijo de 15 años de Manfredo e Hipólita y el hermano menor de Matilda. En las primeras páginas de la novela, es aplastado por un yelmo gigante camino a su boda con Isabella.
- Matilda: doncella de 18 años, es la hija de Hipólita y el opresivo Manfredo. Se enamora de Teodoro para su disgusto, ya que es un amor no autorizado por sus padres. Tras la aparición de Federico, las cosas se vuelven aún más complicadas ya que Federico desea a Matilda. Ella actúa como la mujer prohibida, una faceta de la narrativa gótica.[10] Federico y Manfredo hacen planes para casarse con la hija del otro, lo que aplasta la esperanza de Matilda de estar con Teodoro. Al final de la novela, su padre la apuñala por error.
- Isabella:  la hija de Federico y la prometida de Conrado (al comienzo de la novela). Después de la muerte de Conrado deja claro que, aunque no lo amaba, hubiera preferido estar comprometida con él que con su padre Manfredo, quien la persigue a lo largo de la novela. Isabella y Matilda tienen una breve discusión sobre el hecho de que ambas sienten algo por Teodoro. Después de la muerte de Matilda, Teodoro se conforma con Isabella y los dos se convierten en el señor y la señora del castillo de Otranto.
- Teodoro: al comienzo de la novela, Teodoro parece ser un personaje secundario, cuyo papel es simplemente señalar el significado del yelmo como vínculo con el cumplimiento de la profecía. Sin embargo, emerge como un personaje principal después de que Manfredo ordena que lo encarcelen dentro del yelmo por su insolencia, y él escapa y ayuda a Isabella a escapar del castillo a través de una trampilla. Más adelante en la novela se revela que es el hijo perdido de fray Jerónimo. Teodoro procede a proteger a Isabella de la lujuria desenfrenada de Manfredo. Captura los corazones de Isabella y Matilda, pero se conforma con Isabella después de la muerte de Matilda. Posteriormente también gobierna el castillo de Otranto al ser su verdadero heredero.
- Jerónimo: el fraile del monasterio cerca del castillo de Otranto. Manfredo intenta manipularlo para que apoye su plan de divorciarse de su esposa y la persuada para que acepte este plan. Más tarde se descubre que él es el padre de Teodoro.
- Federico: el padre de Isabella, desaparecido hace mucho tiempo, que aparece al final de la novela. Al principio se opone a Manfredo, hasta que llega a un acuerdo para casarse con Matilda.

### Secundarios
- Bianca: la sirvienta de Matilda que sirve como alivio cómico de la novela, por lo demás muy melodramática.
- Diego y Jaquez: estos dos, como Bianca, son otros sirvientes en el castillo de Otranto.
- Alfonso: un anterior señor del castillo de Otranto. Aparentemente muerto en batalla en Tierra Santa sin dejar descendencia, en realidad había dejado una hija en Sicilia que posteriormente sería la madre de Teodoro. Así, Teodoro es nieto de Alfonso (lo que explica el parecido entre ambos) y el verdadero príncipe de Otranto.
- Ricardo: chambelán de Alfonso y abuelo de Manfredo. Ricardo envenenó a Alfonso durante su campaña en Tierra Santa y con un testamento falso usurpó el señorío de Otranto. Sorprendido por una tormenta y lleno de remordimientos, juró a San Nicolás de Bari fundar una iglesia y dos conventos si conseguía regresar vivo a Otranto. El santo se le apareció en sueños, su promesa fue aceptada y le dijo que los herederos de Ricardo reinarían en Otranto hasta que el propietario legítimo creciera tanto que fuera incapaz de habitar el castillo y mientras hubiera un heredero varón de la estirpe de Ricardo capaz de disfrutarlo.
- El ermitaño: este personaje cristiano llegó a un bosque cercano a Joppa después de la caída de su tierra natal en manos sarracenas. Después se le apareció San Nicolás de Bari y le reveló un secreto que no contaría a nadie hasta en su lecho de muerte. Cincuenta años después Federico lo encuentra y le revela el lugar en donde encontraría la espada que le advertiría del peligro en el que se encuentra Isabella.

## Elementos literarios
En el prefacio de la segunda edición, Walpole afirma que la novela es "un intento de combinar los dos tipos de romance, el antiguo y el moderno". Define el romance "antiguo" por su naturaleza fantástica ("su imaginación e improbabilidad"), mientras que define el romance "moderno" como más profundamente arraigado en el realismo literario ("una estricta adherencia a la vida común", en sus palabras). Al combinar situaciones fantásticas (yelmos que caen del cielo, retratos ambulantes, etc.) con personas supuestamente reales que actúan de manera "natural", Walpole creó un estilo nuevo y distinto de ficción literaria, que con frecuencia ha sido citado como modelo para todas las novelas góticas posteriores. The Monthly Review afirmó que para "aquellos que pueden digerir los absurdos de la ficción gótica",  El castillo de Otranto ofrecía "entretenimiento considerable".

El Castillo de Otranto es ampliamente considerado como la primera novela gótica y, con sus caballeros, villanos, doncellas agraviadas, pasillos embrujados y cosas que chocan en la noche, es el padrino espiritual de Frankenstein y Drácula, las tablas crujientes del suelo de Edgar Allan Poe, y las escaleras móviles y los retratos ambulantes del Hogwarts de Harry Potter.
— Maev Kennedy, The Guardian.

### Elementos góticos
El castillo de Otranto es la primera novela inglesa sobrenatural y una obra de ficción gótica singularmente influyente. Combina elementos de ficción realista con lo sobrenatural y fantástico, estableciendo muchos de los recursos argumentales y tipos de personajes que serían típicos de la novela gótica: pasadizos secretos, trampillas que suenan, imágenes que comienzan a moverse y puertas que se cierran solas. El poeta Thomas Gray le dijo a Walpole que la novela nos hizo "llorar un poco a algunos de nosotros y, en general, a todos tener miedo de irnos a la cama por la noche".

### Elementosqueer
Algunos perciben el simbolismo de El castillo de Otranto como homoerótico y la novela como una exteriorización de la lucha del autor con la sexualidad. Max Fincher ha escrito que Manfredo está preocupado por la amenaza de que se descubra su identidad de una manera paralela al miedo a que se descubra el deseo homoerótico. Sostiene que la misoginia en la novela es un intento de proyectar virilidad, compensando en exceso los temores del autor o del personaje a lo queer o la debilidad. Debido a estos temores, el libro presenta el comportamiento no heteronormativo como "antinatural y demoníaco", según Fincher.

### El castillo de Otrantoy Shakespeare
La primera y más obvia conexión con William Shakespeare la presenta el propio Horace Walpole en el prefacio de la segunda edición de El castillo de Otranto, en el que "alaba a Shakespeare como un genio verdaderamente original y un ejemplo de libertad imaginativa, como parte de una defensa del diseño de Otranto". En otras partes, las varias alusiones de Walpole a obras de Shakespeare enfatizan aún más la conexión que desea establecer entre su propia obra y la de Shakespeare. Por ejemplo, en Hamlet, "el encuentro de Hamlet con el fantasma se convierte para Walpole en un modelo para el terror".
Walpole presenta una "reestructuración más fragmentada" del fantasma en Hamlet, que había servido como representación de la "visión católica ahora no autorizada, pero aún popular, de los fantasmas como portavoces de la verdad" para Shakespeare. Se invocan los elementos católicos en juego tanto en Hamlet como en Otranto para representar una mayor sensación de asombro y misterio para el público protestante de ambas obras. El elemento católico era una faceta necesaria de la "plantilla del terror" que Walpole pretendía invocar.
La alusión a la experiencia de Hamlet con el fantasma no sólo pretende ser una "plantilla de terror", sino también hacer que los lectores se sientan como si estuvieran viendo la obra misma, y Walpole lo hace en tres ocasiones. Primero, postula el encuentro de Manfredo con el retrato animado de Ricardo como una conexión con la aparición inicial del fantasma ante Hamlet. En segundo lugar, cuando Fray Jerónimo informa a Teodoro de los peligros que se encuentran en Otranto y le pide que tome venganza, esto es una alusión directa a la exigencia del fantasma a Hamlet de que lo recuerde. En tercer lugar, el encuentro de Federico con el espectro es paralelo a la aparición final del fantasma en Hamlet.
La violenta cuestión de los linajes y la sucesión constituye un elemento clave en muchas de las obras de Shakespeare, desde Hamlet hasta Ricardo II y Macbeth, y es claramente una de las principales preocupaciones de Otranto. El vínculo con Hamlet se fortalece aún más a causa del incesto que también está en juego en Otranto. "En Otranto, el castillo y sus laberintos se convierten en motivo de incesto que señala la disolución de los vínculos familiares", lo que también es un importante punto de discusión en Hamlet ya que la madre de Hamlet (Gertrudis) y su tío (Claudio) estaban, de alguna manera, relacionados antes de su matrimonio. Tanto Hamlet como Otranto son trampolines literarios para la discusión de las cuestiones del matrimonio, ya que la cuestión de la anulación de su matrimonio por parte de Enrique VIII y su posterior matrimonio con Ana Bolena todavía eran temas acalorados de controversia. Enrique VIII se había casado con la esposa de su hermano, Catalina de Aragón, y luego disolvió ese matrimonio debido a la incapacidad de Catalina de engendrar un heredero varón que viviera hasta la edad adulta. De manera similar, Otranto gira en torno a "una competencia sexual más amplia para asegurar el linaje".
La conexión final entre Otranto y Shakespeare reside en el papel que desempeñan los sirvientes. Al igual que Shakespeare, Walpole pretende crear una "mezcla de comedia y tragedia", y una de las formas en que lo hace es utilizando personajes menores y sirvientes (como Bianca) como alivio cómico. Este es un tropo que Walpole toma de Shakespeare ya que, por ejemplo, los mecánicos de Shakespeare en El sueño de una noche de verano también sirven como elemento cómico clave en la obra.

## Impacto literario
A El castillo de Otranto generalmente se le atribuye la creación de todo el género de novela gótica. Fue un gran éxito en su época, hasta que el autor reveló que era pura ficción satírica y no una adaptación real de un texto medieval. En ese momento, los críticos y el público que lo habían elogiado se volvieron contra el libro, alegando que era superficial y otros peyorativos generalmente asignados a las novelas románticas, que eran vistas como inferiores en Gran Bretaña en ese momento. Pero su impacto fue dramático. La novelista Clara Reeve escribió El viejo barón inglés (1777) como respuesta, afirmando que estaba tomando la trama de Walpole y adaptándola a las exigencias de la época equilibrando elementos fantásticos con el realismo del siglo XVIII. Ella explicó:

Esta historia es el resultado literario de El castillo de Otranto, escrito según el mismo plan, con el propósito de unir las circunstancias más atractivas e interesantes del romance antiguo y la novela moderna. Ahora surgió la cuestión de si acontecimientos sobrenaturales que no fueran tan evidentemente absurdos como los de Walpole no llevarían a las mentes más simples a creerlos posibles.

Después de que se añadieran varias otras novelas al incipiente género gótico, el autor adolescente Matthew Lewis publicó El monje (1796), una novela que imitaba directamente la fórmula de El castillo de Otranto, pero la llevó a tal extremo que algunos han interpretado a la novela como parodia.

## Galería

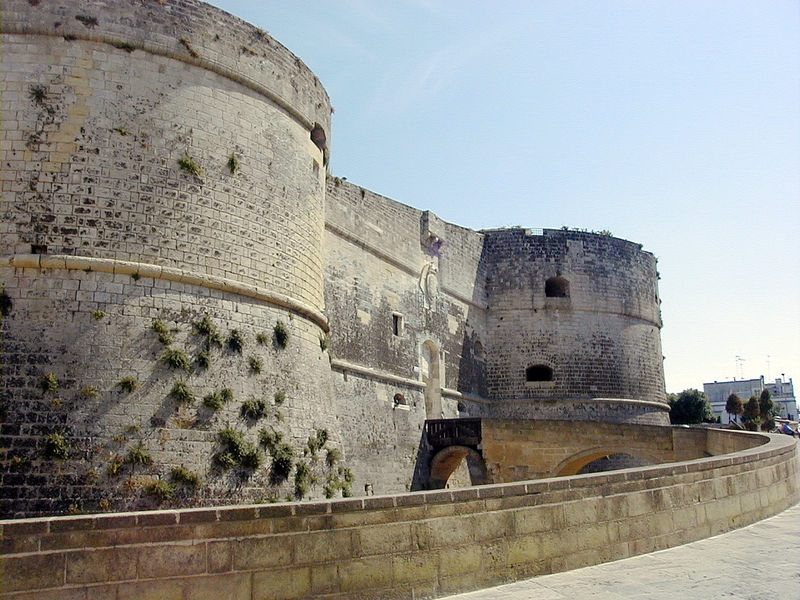
El castillo de Otranto en la realidad.
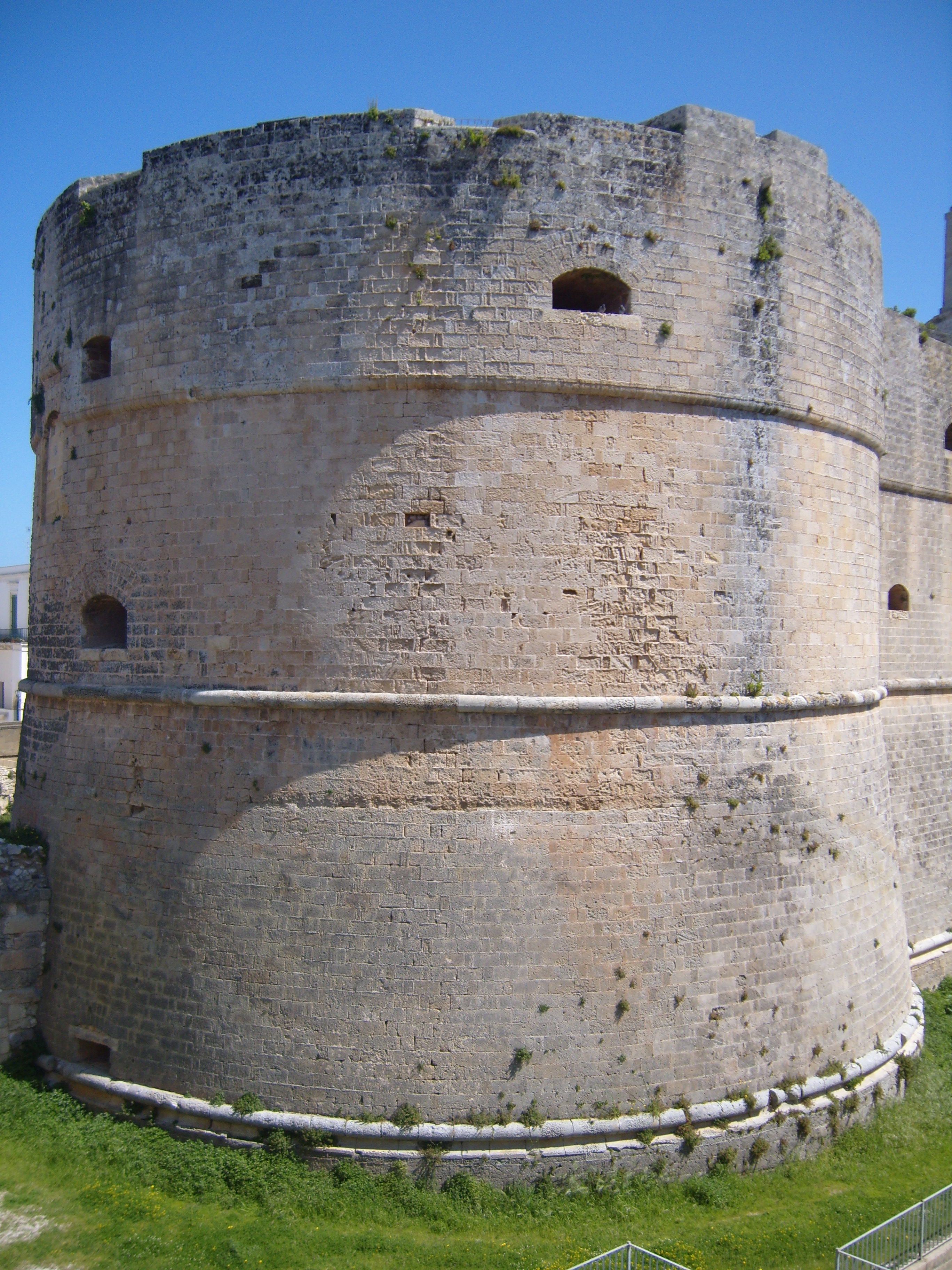
Un torreón del castillo.